# Benson & Hedges

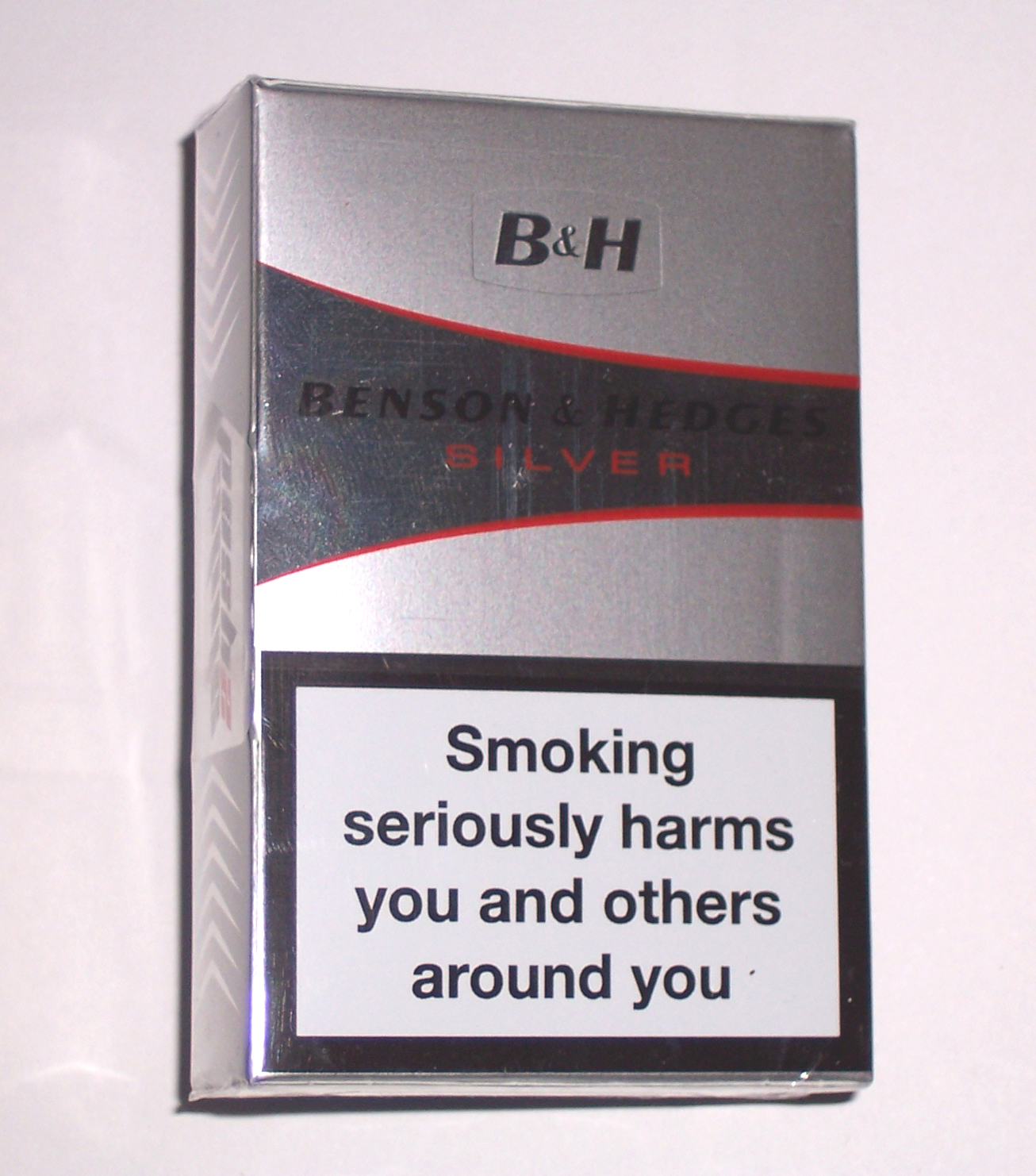
Benson & Hedges w rodzaju Silver

Benson & Hedges (inaczej Benson and Hedges, w skrócie B&H) – marka papierosów, której właścicielem są koncerny Philip Morris International, Gallaher Group, Japan Tobacco i British American Tobacco. Założona w 1873 roku w Kanadzie przez Richarda Bensona i Williama Hedgesa. W Polsce papierosy tej marki nie są dostępne. Stały się popularne na całym świecie, kiedy w 1996 roku podpisano umowę sponsorską z zespołem Jordan Formuły 1.

## Rodzaje papierosów Benson and Hedges
Dostępne na wszystkich rynkach:
- Gold
- Silver

Dostępne na wybranych rynkach:
- Red
- Green (mentolowe)
- Blue
- White and Black

## Sponsoring

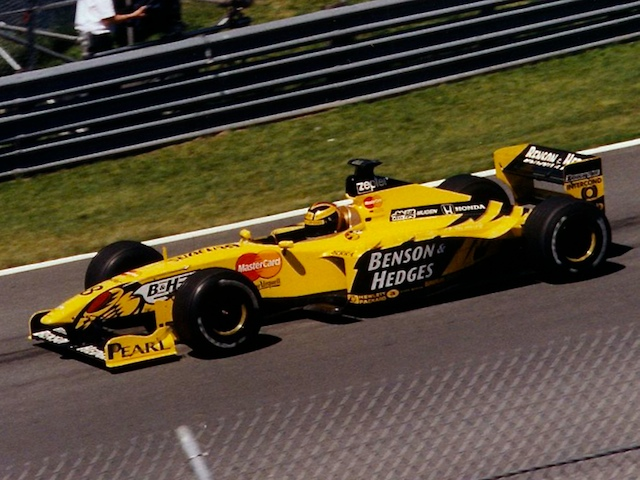
Bolid Formuły 1 z logo firmy

### Snooker
W latach 1990–2003 Benson & Hedges było tytularnym sponsorem turnieju snookerowego Benson & Hedges Championship. W 2003 roku ze względu na zakaz reklamy tytoniu w Unii Europejskiej koncern zrezygnował ze sponsoringu.

### Formuła 1
W latach 1996–2005 Benson & Hedges sponsorowało (w latach 1996–2001 tytularnie) zespół Jordan Formuły 1. Symbolem zespołu kojarzącym się ze sponsorem były maskotki: w roku 1997 był nim wąż Syczący Sid (Hissing Sid), w latach 1998–2000 była nim osa, zaś w 2001 roku był nim rekin. Wykorzystywano je również do ukrytej reklamy marki w krajach, w których nie można było reklamować papierosów.